# فيلار دي بلاسينشيا
بلدية فيلار دي بلاسينشيا (بالإسبانية: Villar de Plasencia)‏، هي بلدية تقع في مقاطعة قصرش والتي تقع في منطقة إكستريمادورا، غرب إسبانيا.
يبلغ عدد سكانها 256 نسمة وفقاً لإحصائية سنة (2002).